# Alfred Nettement
Alfred Nettement, né le 3 fructidor an XIII (21 août 1805) à Paris et mort le 14 novembre 1869 à Paris 7e, est un publiciste, critique littéraire et homme politique français.

## Biographie
Fils de Philippe-François Nettement, attaché d'ambassade à Londres, sous le comte d'Adhémar, jusqu’en janvier 1788. La famille d'Alfred avait été expropriée par Napoléon, ce qui aide à comprendre son ralliement enthousiaste au retour des Bourbons sur le trône de France. Alfred passe toute son enfance auprès de sa mère, à Aulnay-lès-Bondy, dans une propriété où elle recevait Barras, Monge, Lalande ou Villevieille. ., il est placé au collège sainte-Barbe.
À la rentrée de 1825, il commence son droit. Royaliste, il manque de se battre en duel avec Garnier-Pagès pour avoir refusé d’ôter son couvre-chef aux funérailles du général Foy. Il vivote en donnant quelques répétitions, avec des traductions de l’anglais, dont les trois gros volumes de Charles Macfarlane (en) sur Constantinople et la Turquie. En 1828, le bibliothécaire de l’Arsenal et inspecteur de la typographie orientale à l'Imprimerie royale, Antoine-Jean Saint-Martin, l’appelle à la rédaction de son nouveau journal l’Universel, une feuille à l’origine exclusivement littéraire et scientifique.
En même temps qu’il prend une part active à la rédaction de l’Universel, devenue politique, il assure un cours de littérature française à la Société royale des Bonnes-Lettres. La révolution de 1830 venue interrompre ses cours et l’Universel, il passe à La Quotidienne et à La Gazette de France, qui avaient survécu à la révolution orléaniste. De 1833 à 1837, il anime L'Écho de la Jeune France, et dirige La Mode en 1848, ainsi que La Semaine des familles, dont il assumera la direction à partir de 1858. Principal rédacteur de la Quotidienne à l'époque où les procès s'accumulent contre la presse légitimiste, il est poursuivi en juin 1832 pour un article sur l'insurrection de la duchesse de Berry. Journaliste prolifique, il collabore à pas moins de 9 journaux à la fois : on dit qu'il publiait deux feuilletons par semaine, l'un dans la Quotidienne, signé N., l'autre à la Gazette, signé A., et qu'il s'amusait de voir les lecteurs comparer et opposer ces deux rédacteurs sans savoir que c'était le même homme. 
Aux élections législatives françaises de 1849, il se fait élire pour le parti légitimiste député du Morbihan, et siège à droite à l'Assemblée législative, du 13 mai 1849 au 2 décembre 1851. À la suite du coup d'État du 2 décembre 1851, contre lequel il proteste, il est incarcéré quelques jours à Mazas. Le journal L'Opinion publique, qu'il avait fondé en 1848, ayant été supprimé, il met fin à ses activités politiques et se consacre à des travaux littéraires et historiques où, comme chez son collège Jacques Crétineau-Joly, s'expriment des convictions très conservatrices.
Catholique traditionaliste, monarchiste conservateur, il reprend les thèses complotistes de l’abbé Barruel du complot maçonnique en lien avec le complot des Illuminati durant la Révolution française.
Rentré à Paris, après quelques semaines passées à Draveil, il est pris, alors qu’il se remettait à sa table de travail, d’un engourdissement subit dans tout le corps. Il perd connaissance presque aussitôt après  s’être couché, entendant à peine, ne reconnaissant pas ses proches. Mort deux jours tard, ses obsèques sont célébrées en l’église Sainte-Clotilde. L’Académie française lui avait décerné le grand prix Gobert en 1869 pour son Histoire de la conquête d'Alger et en 1870 pour son Histoire de la conquête d'Algérie.

## Publications partielles
- Histoire fantastique de la révolution de Juillet : en soixante-dix articles, ou Recueil de variétés insérées dans La Quotidienne, t. 1, Paris, G.-A. Dentu, 1834, xvi-396, 2 vol. ; in-8º (OCLC 763789958, lire en ligne sur Gallica).
- Études critiques sur le feuilleton-roman, Paris, Lagny frères, 1845-1846, 432-510 p., 2 vol. ; in-8º (lire en ligne sur Gallica), Série 1 sur Gallica, Série 2 sur Gallica.
- Les Ruines morales et intellectuelles : méditations sur la philosophie et l’histoire, Paris, Bibliothèque universelle de la jeunesse, 1836 (réimpr. 1868), 356 p., 21 cm (OCLC 18914565, lire en ligne).
- Mémoires historiques de S. A. R. Madame, duchesse de Berry : depuis sa naissance jusqu’à ce jour, Paris, Allardin, 1837, 3 vol. ; in-8º (OCLC 176890372), t. 1 sur Gallica, t. 2 sur Gallica.
- Henri de France, ou Histoire de la branche aînée pendant quinze ans d'exil, 1830-1845.
- Histoire de la littérature française sous la Restauration, Paris, Jacques Lecoffre, 1853 (réimpr. 1858, 1874, 1888), 2 vol. ; 24 cm (OCLC 11822276, lire en ligne).
- Histoire de la littérature française sous le gouvernement de Juillet, Paris, Jacques Lecoffre, 1854, 544-596 p., 2 vol. ; in-8º, t. 1 sur Gallica, t. 2 sur Gallica.
- Souvenirs de la Restauration, Paris, 1858.
- Appel au bon sens, au droit et à l’histoire : réponse à la brochure Le pape et le congrès, Paris, Jacques Lecoffre, 1860, 64 p. (OCLC 610442869, lire en ligne).
- Histoire de la Restauration, Paris, Jacques Lecoffre et Cie, 1860-1872, 8 vol. 23 cm (OCLC 1152813564, lire en ligne).
- Poëtes et artistes contemporains, Paris, Jacques Lecoffre, 1862 (réimpr. 1862), xii, 511, 21 cm (lire en ligne).
- Alfred Nettement, Nouvelle Histoire de la révolution de 1789, t. 1 Origine de la révolution – Son caractère, Paris, Auguste Taton, 1862 (OCLC 493587203, lire en ligne), p. 459, « t. 2 Ses actes – Ses destinées », 604 p.
- Le Roman contemporain : ses vicissitudes, ses divers aspects, son influence, Paris, Jacques Lecoffre, 1864, viii-468, in-8º (lire en ligne sur Gallica).
- Alfred Nettement (Grand prix Gobert, 1869), Histoire de la conquête d'Alger : écrite sur des documents inédits et authentiques, suivie du tableau de la conquête de l'Algérie, Paris, Jacques Lecoffre, 1867, xv-608, 19 cm (OCLC 3193842, lire en ligne sur Gallica).
- Alfred Nettement (Grand prix Gobert, 1870), Histoire de la conquête d'Algérie : écrite sur des documents inédits et authentiques, Paris, Jacques Lecoffre, 1870, 2e éd., 377 p., 19 cm (OCLC 66411896, lire en ligne).